# Visconde do Outeiro
Visconde do Outeiro é um título nobiliárquico português criado por D. Carlos I de Portugal, por Decreto de 17 de Junho de 1892, em favor de Jerónimo Trigueiros de Aragão Martel da Costa, 1.° Conde de Idanha-a-Nova.
Titulares
1. Jerónimo Trigueiros de Aragão Martel da Costa, 1.º Visconde do Outeiro, 1.º Conde de Idanha-a-Nova;
2. Joaquim Trigueiros Osório de Aragão, 2.º Visconde do Outeiro, 2.º Conde de Idanha-a-Nova.

Após a Implantação da República Portuguesa e o fim do sistema nobiliárquico, usaram o título:
1. Joaquim Maria Trigueiros Coelho Frazão Osório de Aragão Martel, 3.° Visconde do Outeiro, 3.° Conde de Idanha-a-Nova;
2. Maria de la Salette Trigueiros Coelho Frazão Osório de Aragão Martel, 4.ª Viscondessa do Outeiro, 4.ª Condessa de Idanha-a-Nova;
3. Maria Angélica de Portugal Lobo Trigueiros de Aragão, 5.ª Viscondessa do Outeiro, 5.ª Condessa de Idanha-a-Nova;
4. Diogo de Portugal Trigueiros de Aragão, 6.° Visconde do Outeiro, 6.° Conde de Idanha-a-Nova.